# Cat Quest
Cat Quest ist ein Fantasy-Action-Rollenspiel für den Computer aus dem Jahr 2017. Es wurde von The Gentlebros aus Singapur entwickelt und wird über PQube vertrieben.

## Handlung
Cat Quest ist ein Action-Rollenspiel, das in Vogelperspektive gespielt wird und Hack-and-Slay-Elemente enthält. Der Spieler übernimmt die Rolle einer namenlosen, anthropomorphen Katze, die von einem Geisterwesen namens Spirry begleitet wird. Diese sucht nach seiner vom mysteriösen Wesen Drakoth gekidnappten Schwester. Im Laufe des Spiels stellt sich heraus, dass man ein Drachenblut ist und damit der letzte Nachfahre einer Ahnenreihe von mächtigen Katzenkriegern. Man durchstreift in Open-World-Manier einen Kontinent, der von einem Katzenvolk bevölkert ist mit vielen Anspielungen sowohl auf andere, ähnliche Spiele als auch die Katzenwelt.
Um im Laufe des Spiels stärker zu werden, kann man verschiedene Side-Quests annehmen und steigert sich damit von Level zu Level. Zudem hat man die Möglichkeit, sich über diverse Items mit Bonus- und Malipunkten bestimmten Klassen wie Magier, Krieger oder Waldläufer zuzuordnen. Daneben gibt es ein Magiesystem. Die Kämpfe laufen in Echtzeit ab.

## Hintergrund
Das Entwicklerteam The Gentlebros aus Singapur plante zunächst ein Tanzspiel mit Katzen. Da dem Entwicklerstudio die Erfahrung mit Musikspielen fehlte, ersann man jedoch ein anderes Spiel mit Katzen und entschied sich für eine Art Skyrim mit Katzen. Es wurde konzipiert als ein einfaches, schnell zu erlernendes und nicht zu komplexes Rollenspiel mit einer Atmosphäre, die auf dem Niedlichkeitsfaktor von Katzen basierte. Neben Skyrim waren Spiele wie The Legend of Zelda und Final Fantasy Inspirationen für das Spiel.
Das Spiel erschien am 8. August 2017 für Microsoft Windows und MacOS sowie zwei Tage später für iOS. Am 15. September folgte eine Version für Android und am 10. November für Nintendo Switch sowie PlayStation 4. Seit Dezember 2020 ist das Spiel auch auf allen Tesla-Fahrzeugen im Entertainment-System installiert.
Am 24. Oktober 2019 erschien die Fortsetzung Cat Quest II: The Lupus Empire.

## Rezeption
Cat Quest wurde generell positiv rezipiert und erreichte auf Metacritic für PC, Nintendo Switch und PS4 Bewertungen im 70er-Bereich, für iOS erreichte es 89 von 100 Punkten.
Cat Quest gewann bei den zweiten SEA International Mobile Game Awards 2017 den Preis für Excellence in Visual Art and Design. Es wurde außerdem bei den DICE Awards als Mobile Game of the Year nominiert. Bei den Satellite Awards 2017 wurde es als bestes Handyspiel nominiert.